# Edelényi János
Edelényi János (Budapest, 1948. április 7. –) magyar operatőr, forgatókönyvíró, filmrendező.

## Életpályája
Az érettségit követően 1966-tól tíz évig a Magyar Televízió munkatársa volt. Kezdetben segédoperatőrként működött az Irodalmi és Drámai Főosztályon. 1969 és 1973 között a Színház- és Filmművészeti Főiskola operatőri és rendező szakán tanult; 1971-től bízták meg önálló operatőri munkákkal. Úti filmsorozatok rendezésével foglalkozott Róbert László szerkesztővel közösen, készített portréfilmsorozatot Szűcs Lászlóval együtt, ezenfelül elvállalt számtalan operatőri munkát. 1976-ban disszidált Ausztriába, emiatt távollétében börtönbüntetést szabtak ki rá. Bécsben teherautó-sofőrként dolgozott, közben megkeresték amerikai operatőri munkalehetőségekkel, de többet is visszautasított. Salamon Pál író barátjával ment ki Izraelbe, itt alapították meg a Prolitera International Filmvállalatot, melynek 1980 óta tulajdonosa. A rendszerváltás után hazalátogatott, a Magyar Televízióval közösen készítette el A tékozló apa címmel az első amerikai–magyar–izraeli koprodukciós filmet.

## Filmjei

### Rendezőként
- Messze (19??)
- Ünnepeljünk együtt… (1969)
- Történelemóra (1970)
- Szerelő (1971)
- Milyenek az olaszok (1971) (operatőr is)
- Állomás/Lázár (1973)
- Méz a kés hegyén (1974)
- II. Richárd (1975)
- Költészet: József Attila 1-6. (1976)
- 9 nap Londonban (197?)
- Egy igaz ember (2002) (operatőr is)
- Príma primavéra (2009) (forgatókönyvíró is)
- Jutalomjáték (2016) (forgatókönyvíró is)

### Forgatókönyvíróként
- Mélyrétegben (1967)
- A tékozló apa (1991) (producer is)

### Operatőrként
- Öregek (1969)
- Tomikám (1970)
- Árvíz után (1971)
- Milyenek a franciák (1972)
- III. Richard (1973)
- A bűvös szekrény (1975)
- Volpone (1975)
- Hol vagytok ti régi játszótársak 1-7. (1975)
- A kőbéka (1976)

### Producerként
- A Black Rose vár titka (2001)

### Egyéb filmjei
- Élet a Halál-hegyen (1981)
- A hűség naplója (1982)
- Ilyen állat nincs is (1982)
- A Flinty-szikla olaja (1983)
- Sodoma ellen (1985)
- Itt jön az álmodozó (1985)
- Fegyvertelen katonák (1986)